# Václav Khodl
Václav Khodl (23. října 1895 Vysočany – 24. října 1942 Koncentrační tábor Mauthausen) byl odbojář a spolupracovník Operace Anthropoid popravený nacisty.

## Život

### Před druhou světovou válkou
Václav Khodl se narodil 23. října 1895 v pražských Vysočanech do početné rodiny Václava Khodla (*1865) a Josefy Khodlové (*1865), rozené Pochopové. Jeho otec Václav Khodl starší pracoval jako mistr kotlář ve vysočanské strojírně Českomoravské-Kolben-Daněk a zahynul v Srbsku během zemětřesení, kde pracoval na montážích. Václav Khodl se vyučil se stejně jako jeho otec kotlářem a poté pracoval v Českomoravské-Kolben-Daněk jako montér, technický kontrolor a rýsovač. Díky své profesi se dostal i montážím v Bulharsku nebo Persii. Měl pět sourozenců. V říjnu 1919 se oženil s Emanuelou Smržovou, s níž se seznámil v ochotnickém divadle ve Vysočanech a jejíž otec pracoval až do odchodu do penze v roce 1923 v Českomoravské-Kolben. 15. srpna 1920 se manželům narodil syn Václav. V roce 1928 si rodina postavila vilu Emka ve Svépravicích, kde částečně pobývali. Václav Khodl byl členem Sokola.

### Protinacistický odboj a pomoc parašutistům
V lednu 1942 řešili členové vysočanského Sokola pod vedením Jaroslava Piskáčka ubytování příslušníků výsadku Anthropoid Jozefa Gabčíka a Jana Kubiše. Bratr Emanuely Khodlové Jaroslav Smrž přišel s návrhem umístit je do vily manželů Khodlových. Šlo o nenápadné řešení, protože Khodlovi část své vily běžně pronajímali. Parašutisté zde dostali k dispozici jeden byt a postupně sem byl přemístěn i jejich operační materiál, včetně padáků a kombinéz. Gabčík s Kubišem nepobývali pouze zde, ale v rámci přípravy atentátu na Reinharda Heydricha využívali ubytování i u dalších spolupracovníků, Gabčík například u Václava Smrže, švagra Václava Khodla. Emanuela Khodlová parašutistům vařila, potraviny jí dodával její švagr Jan Khodl. Syn Václav Khodl mladší sloužil parašutistům jako průvodce po Praze spolu se svým spolužákem Jiřím Hofmanem. Adresu Khodlových měli k dispozici i další výsadkáři, např. Josef Valčík ze skupiny Silver A a Adolf Opálka ze skupiny Out Distance.
K celé rodině měli parašutisté Gabčík a Kubiš vřelý vztah, což dokládá i to, že Emanuelu Khodlovou nazývali mámou (a ke svátku matek jí koupili květiny). Kolo, na kterém jezdil Jan Kubiš a na kterém pak unikl z místa atentátu, mu zapůjčil švagr Václava Khodla, Jaroslav Smrž. Přestože rodina neznala pravé důvody konání Gabčíka s Kubišem, obstaral jim Václav Khodl starší ocelové lano, které mělo původně sloužit ke zpomalení Heydrichova vozu. Jelikož jej ale zcizil svému zaměstnavateli a tato krádež se neutajila, přišel o práci. Tento fakt jej psychicky zasáhl natolik, že uvažoval o sebevraždě, kterou ale nakonec nespáchal. Poslední večer před útokem na Heydricha povečeřeli u Václava Smrže, přítomen byl i Václav Khodl se synem. Gabčík zde přenocoval, Kubiš strávil noc u Khodlů, kde ho ráno Gabčík také vyzvedl a vyrazili na kolech směr Libeň. Když se Emanuela Khodlová dozvěděla, že došlo k atentátu na Heydricha, okamžitě jí došlo, kdo za tím stojí a pohotově odnesla bedničku s granáty, které byli u nich doma schované, Václavovi Smržovi. Den po atentátu hledal u Khodlových Gabčík Kubiše, ale nikoho zde nezastihl, a tak mu zanechal vzkaz napsaný na zvláštním novinovém vydání. Dne 17. června, tedy v době, kdy již přebývali v úkrytu v kryptě kostela sv. Cyrila a Metoděje (a den před svou smrtí) se zde oba ještě zastavili, povečeřeli, ale nabízený nocleh nepřijali. Khodlovým se též podařilo zbavit se veškerého operačního materiálu. Padáky a kombinézy ukryté ve vile Emka skončily až do konce války neobjeveny v dětském hrobě na Ďáblickém hřbitově, kam je pohřbili za pomoci Václava Smrže a jeho švagra Vojtěcha Paura, který vlastnil pohřební službu a zařídil fingovaný pohřeb.

### Zatčení, věznění, výslechy, ...
Dne 16. června se na pražském gestapu přihlásil Karel Čurda a jeho informace rozpoutaly vlnu zatýkání spolupracovníků operace Anthropoid a jejich rodinných příslušníků. Václav Khodl byl společně s manželkou a synem zatčeni 14. července 1942. Všichni byli vězněni v Malé pevnosti Terezín, stanným soudem v Praze v nepřítomnosti odsouzeni k trestu smrti. Nakonec byli převezeni do koncentračního tábora Mauthausen, kde byli 24. října 1942 zastřeleni při fingované zdravotní prohlídce společně s mnoha dalšími odbojáři a jejich rodinnými příslušníky. Obětí se stala i snoubenka Václava Khodla mladšího Františka Urbánková, která sice unikla zatčení, ale zemřela kvůli psychickému a fyzickému vyčerpání.

## Připomínky
- Jeho jméno (Khodl Václav *22. 10. 1895) a jméno jeho manželky (Khodlová Emanuela roz. Smržová *5. 12. 1897) a syna (Khodl Václav *15. 8. 1920) je uvedeno na pomníku při pravoslavném chrámu svatého Cyrila a Metoděje (adresa: Praha 2, Resslova 9a). Pomník byl odhalen 26. ledna 2011 a je součástí Národního památníku obětí heydrichiády.[2]
- Pamětní deska na domě v ulici Kolbenova 659/16, Praha 9 nese nápis: "V tomto domě žili obětaví členové sokolského odboje Emanuel a Václav KHODLOVI se synem Václavem KHODLEM spolupracovníci výsadku ANTHROPOID. Popraveni nacisty 24.10.1942 v Mauthausenu."[3]
- Na vile Khodlových v Praze 9 - Horních Počernicích, Khodlova 1086/21 je umístěna pamětní deska s nápisem: "NA PAMĚŤ VÁCLAVA KHODLA / EMY KHODLOVÉ / VÁCLAVA KHODLA ML. / UMUČENÝCH 24.X.1942 V MAUTHAUSENU / VĚNUJE SOPV 28.X.1946."[4]
- Po Václavu Khodlovi byla v Praze 9 - Horních Počernicích, pojmenována ulice Khodlova, ve které se nachází vila Emka (v těsné blízkosti autubusové zastávky MHD Khodlova).
- Jméno Václava KHODLA, jeho manželky a syna (KHODL VÁCLAV S MANŽELKOU EMANUELOU A SYNEM VÁCLAVEM) jsou uvedena na pomníku obětem 2. světové války v Praze 9 - Horních Počernicích. Pomník se nachází v parčíku v ulici Ratibořická / Chvalkovická.[5]
- Jeho jméno (a jméno manželky a syna) jsou uvedena na pamětní desce obětem 2. světové války umístěné v kostele svaté Ludmily ve Chvalech v Horních Počernicích.[6]
- Jeho jméno (a jméno manželky a syna) jsou uvedena na pomníku věnovaném obětem 2. světové války umístěném v areálu Sokola Vysočany v Zákostelní ulici v Praze 9 - Vysočanech. Na pomníku je nápis: "ZA PRÁVO A SVOBODU OBĚTOVALI ŽIVOTY (následuje výčet jmen) VÁCLAV KHODL".[7]

## Galerie

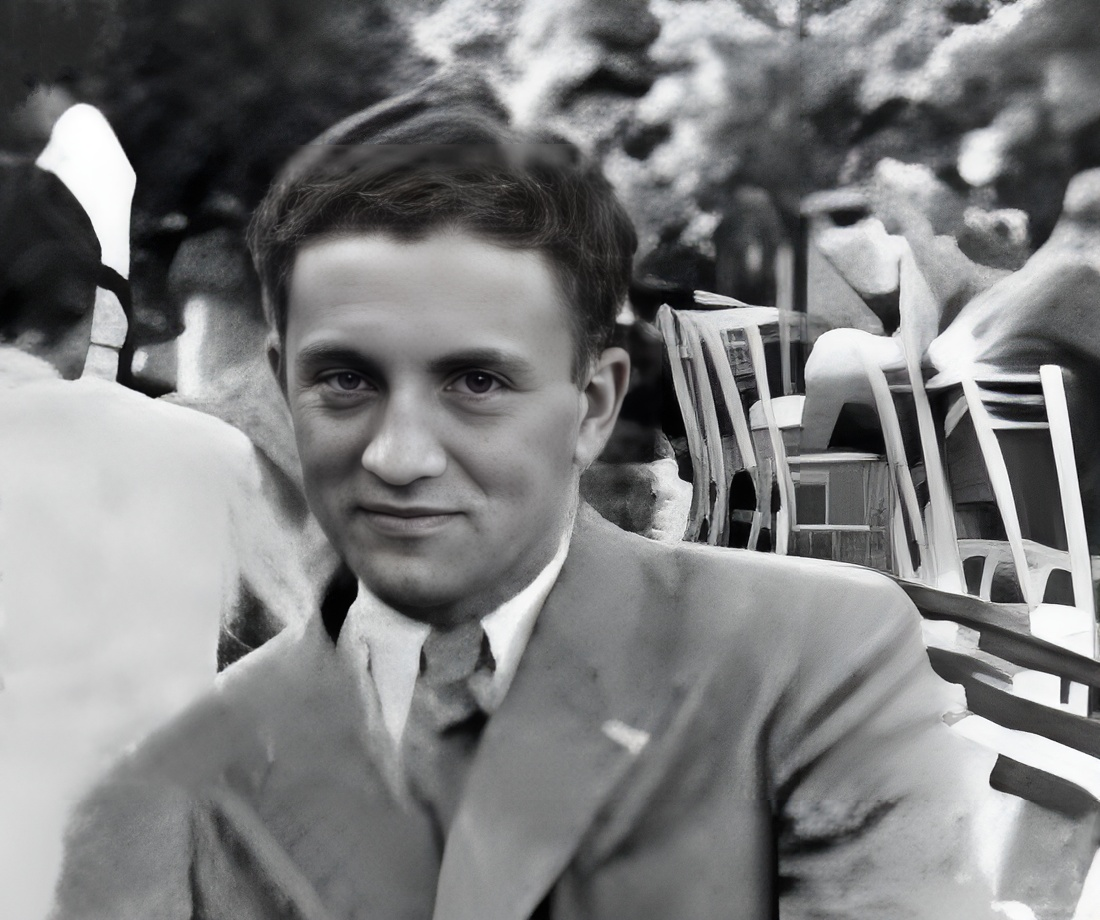
Syn Václava Khodla, Václav Khodl ml.
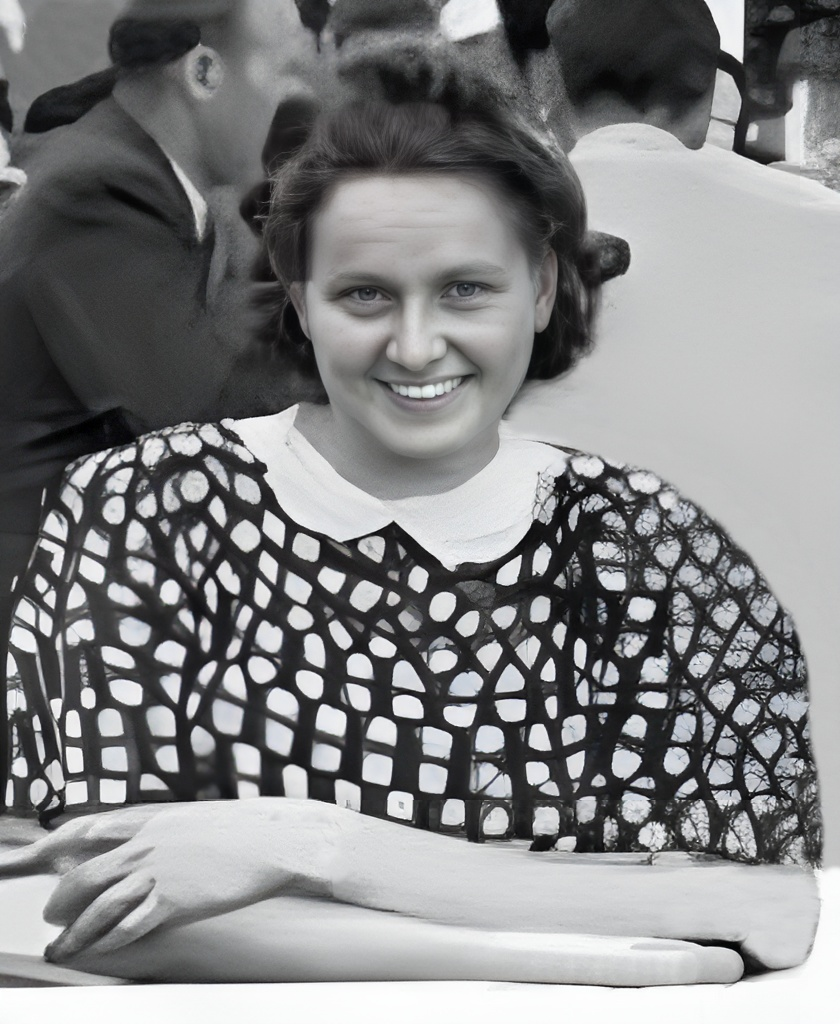
Snoubenka Václava Khodla mladšího Františka Urbánková
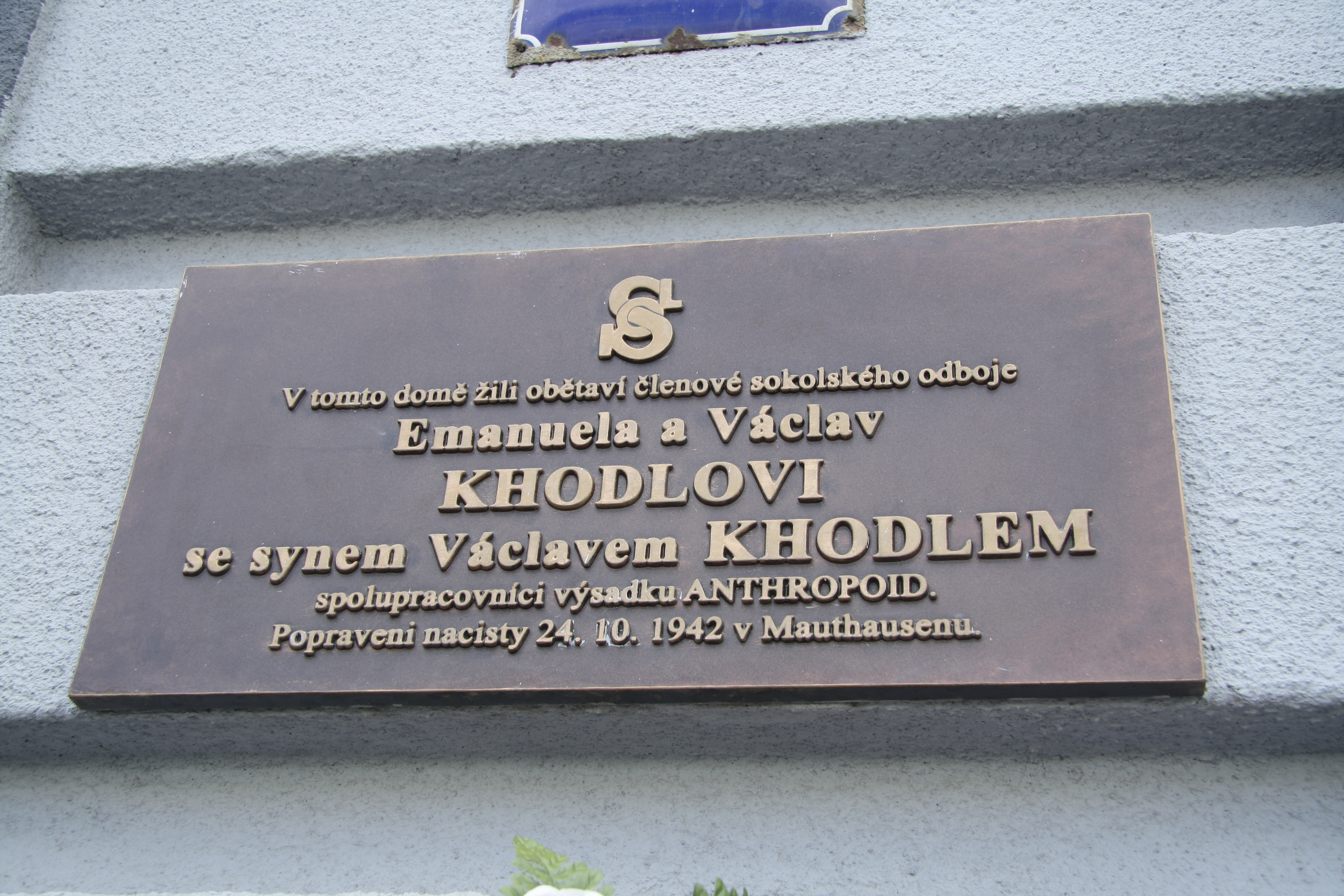
Pamětní deska rodiny Khodlových v Praze-Vysočanech, Kolbenova 659/16, kde byl byt Khodlových
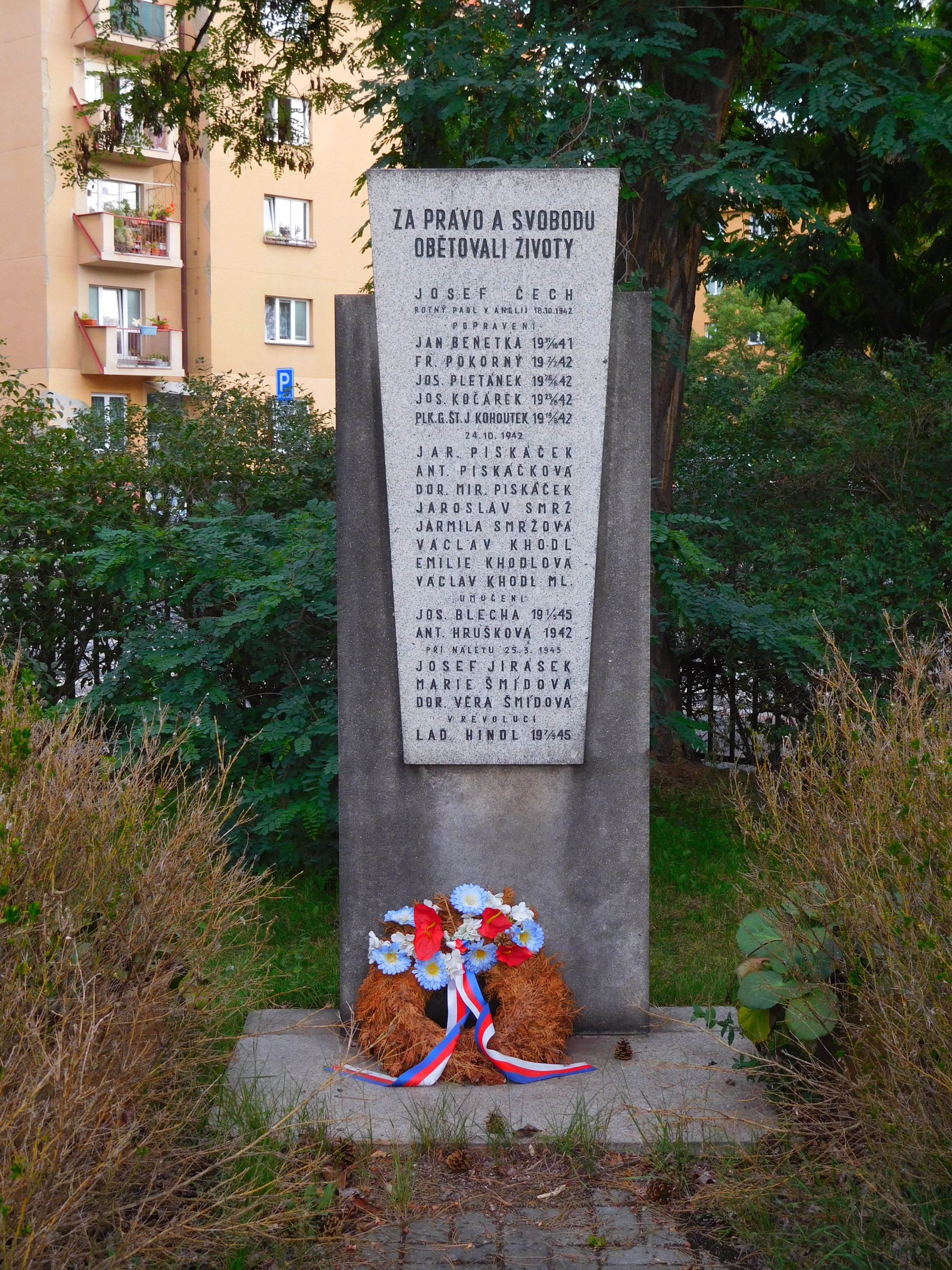
Pomník obětem 2. světové války v areálu Sokola Vysočany v Zákostelní ulici
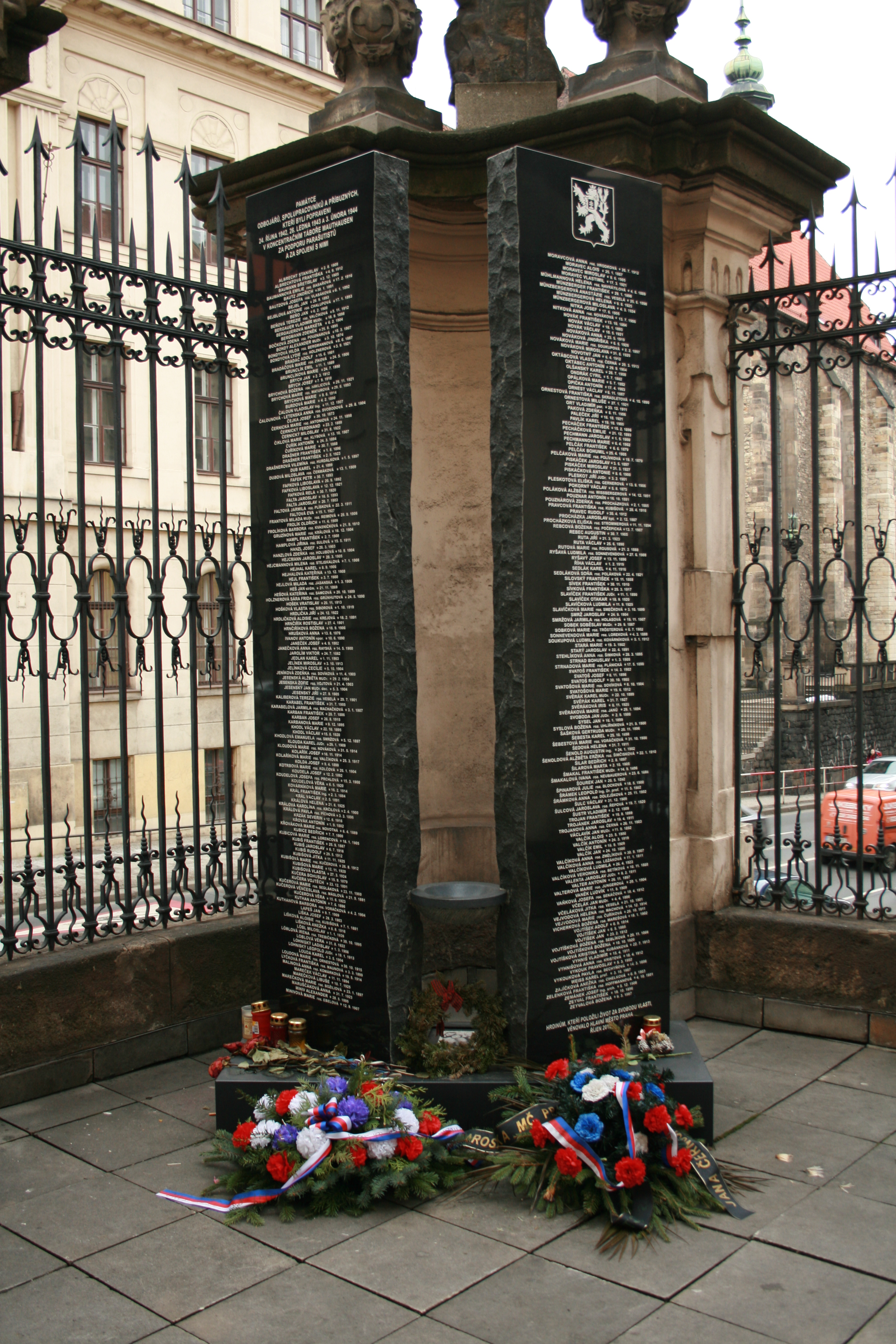
Pomník spolupracovníků parašutistů a jejich rodinných příslušníků na terase kostela sv. Cyrila a Metoděje v Resslově ulici v Praze.
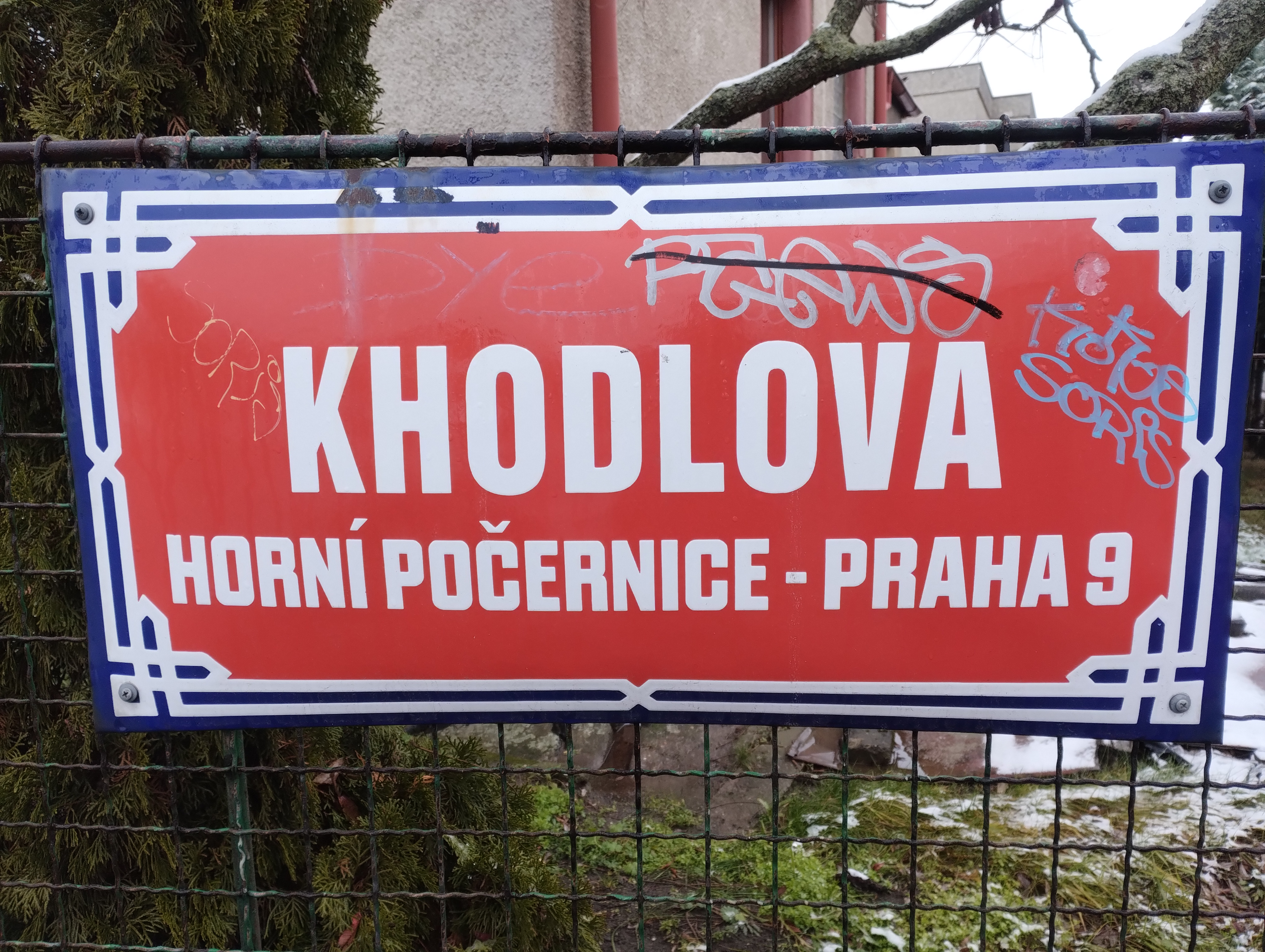
Ulice Khodlova v Praze-Horních Počernicích
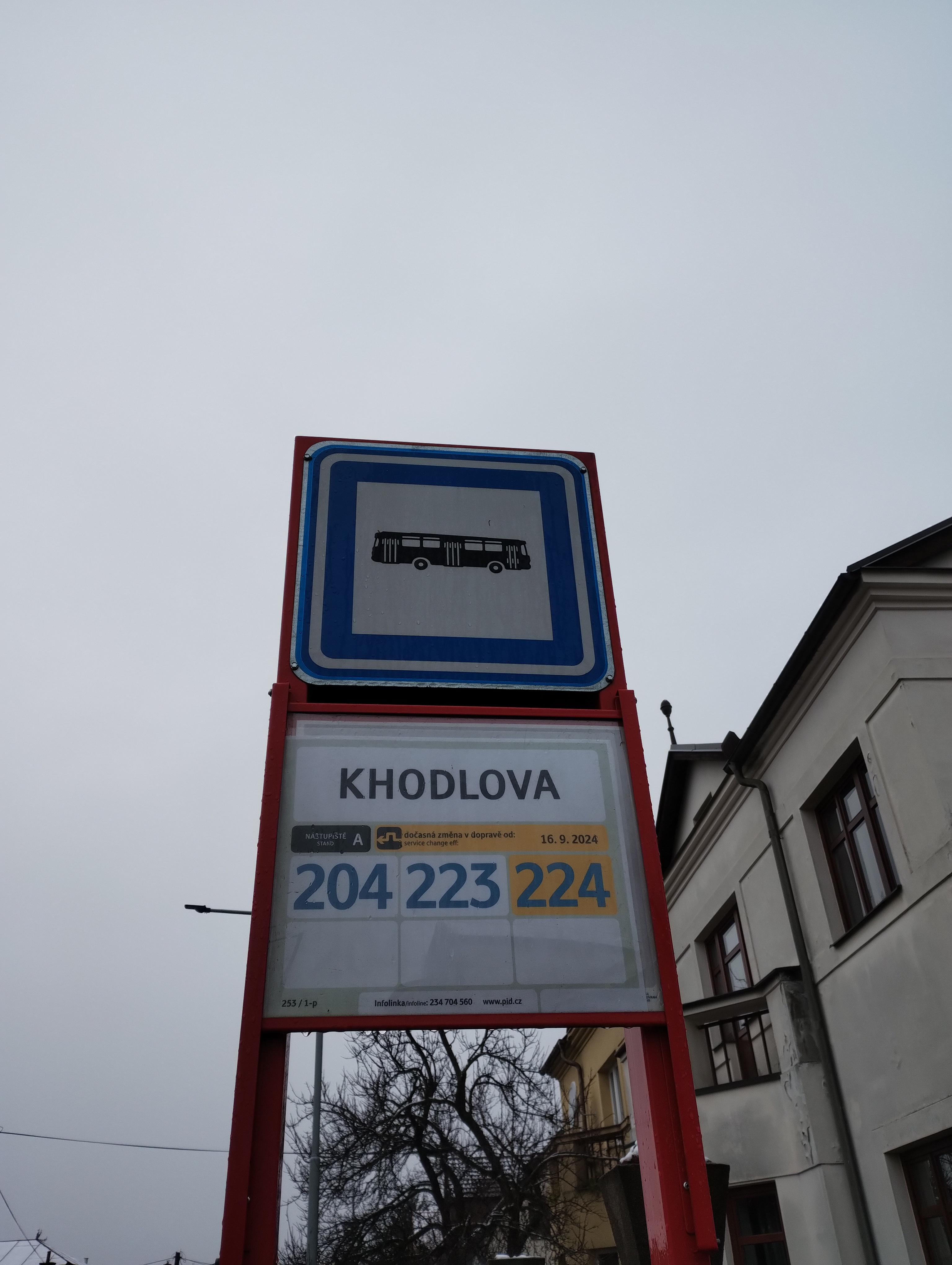
Zastávka MHD Khodlova v Horních Počernicích
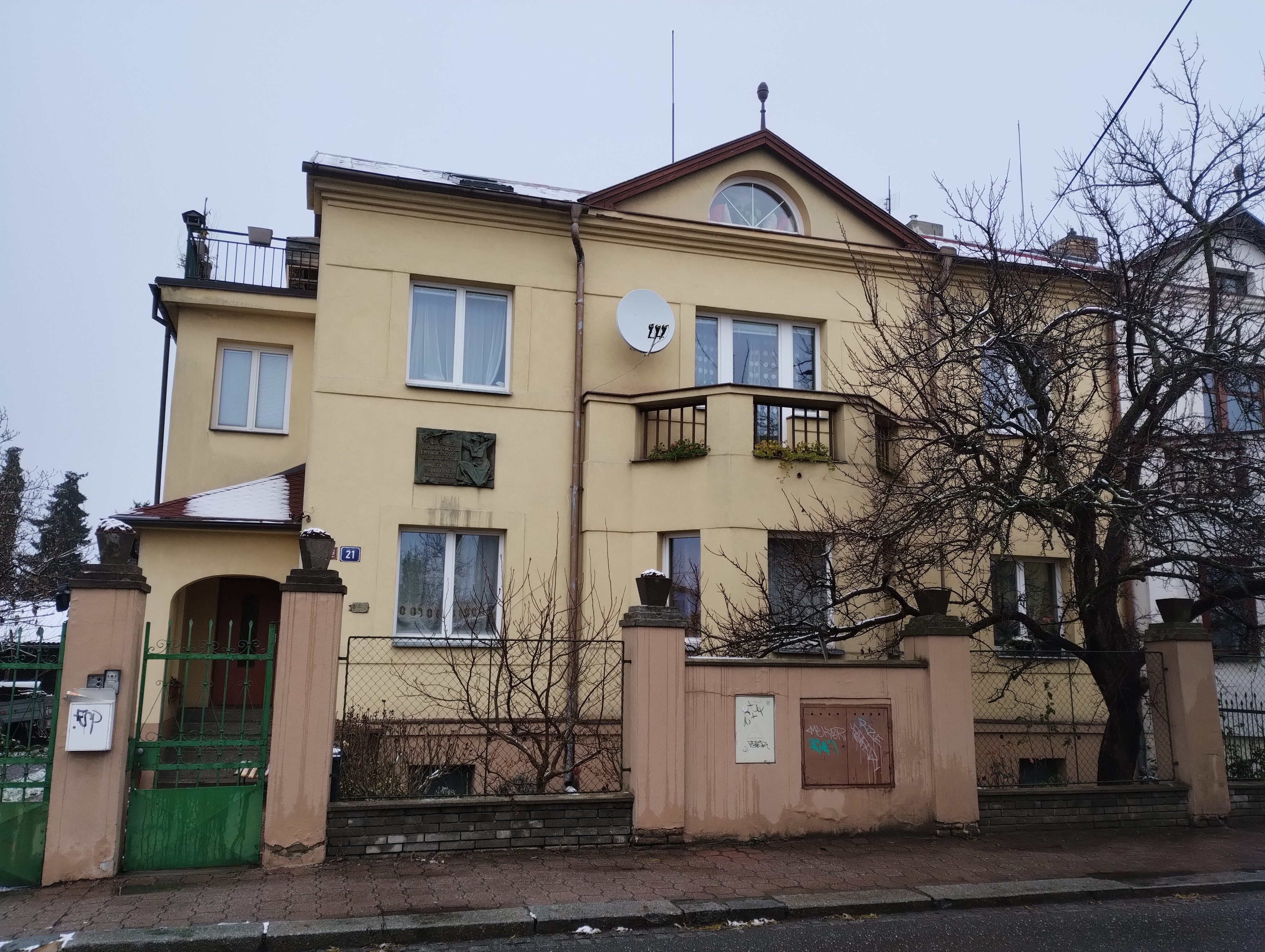
Vila Emka - dům v ulici Khodlova 1086/21, Praha 9-Horní Počernice
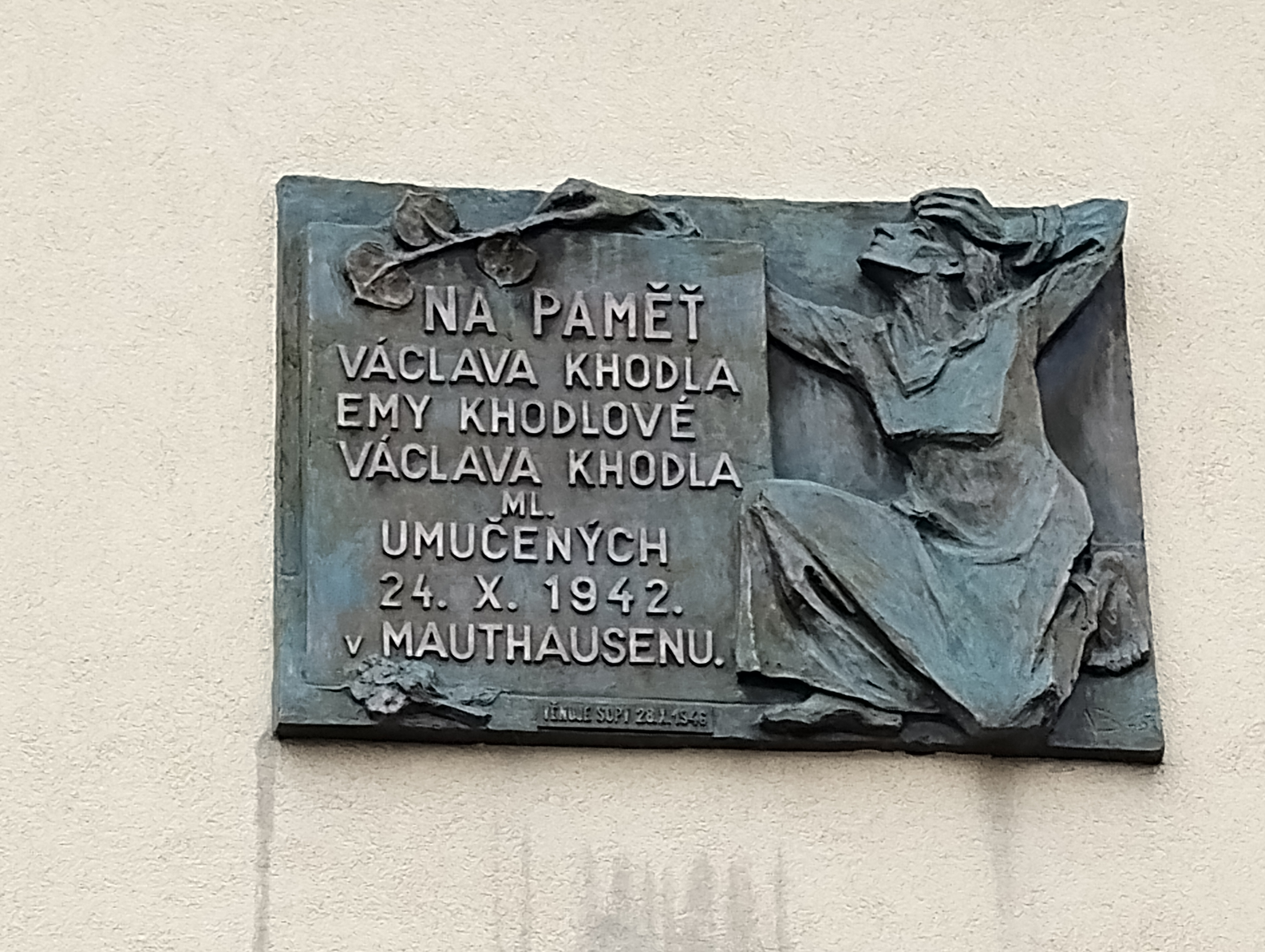
Pamětní deska na vile Emka, Praha 9-Horní Počernice
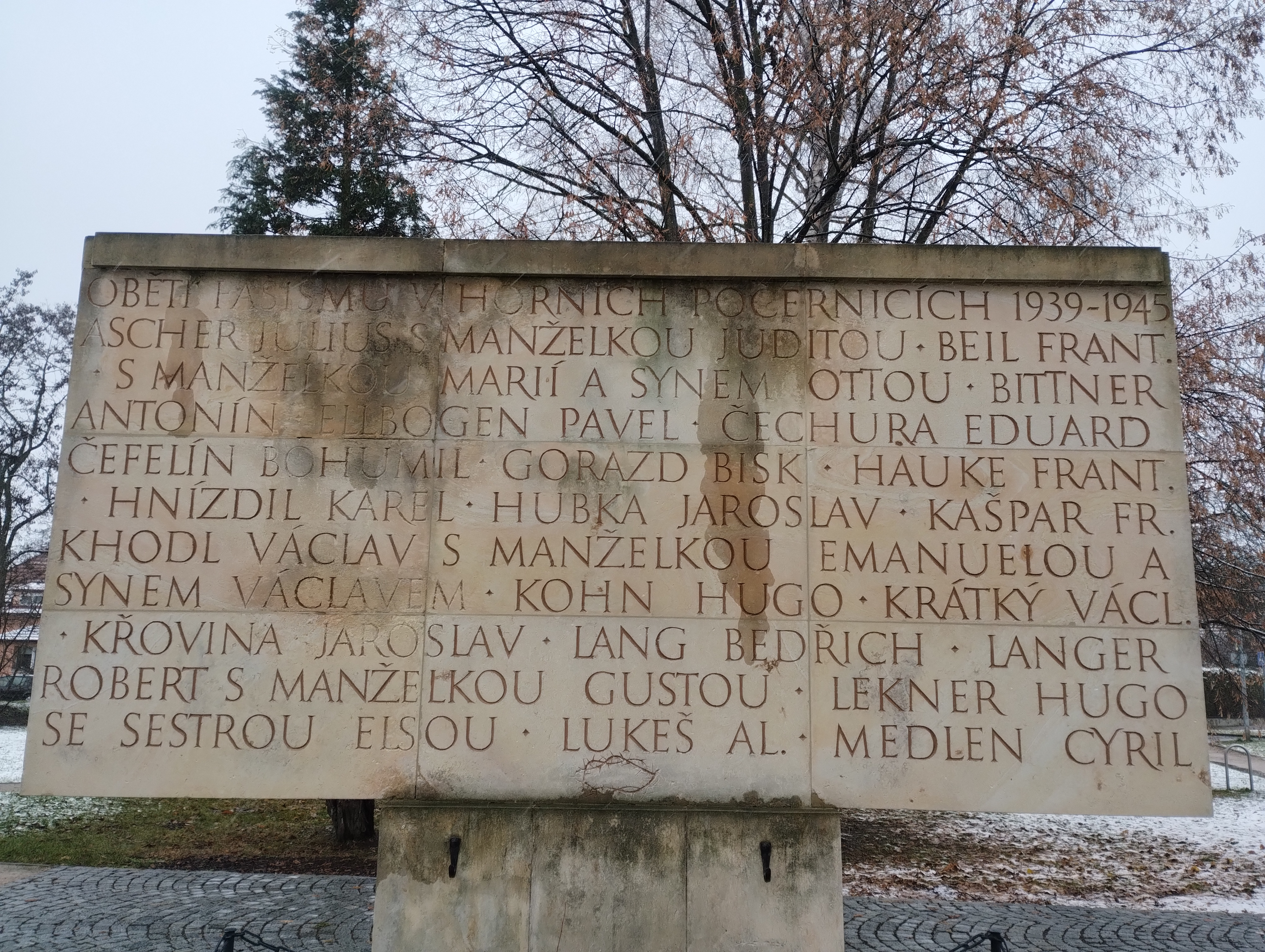
Pomník obětem 2. světové války v Praze 9 - Horních Počernicích se jmény Khodlových
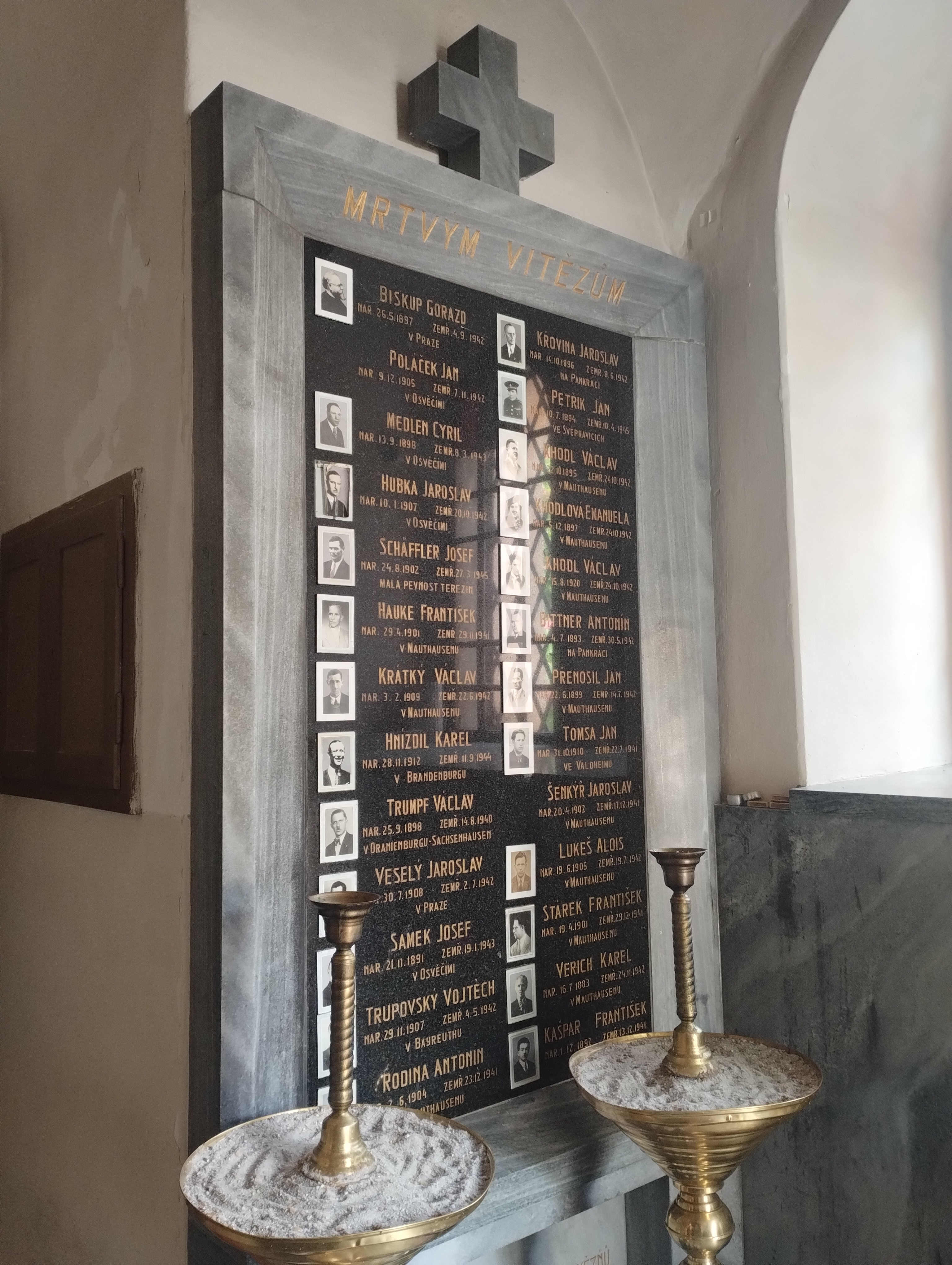
Pamětní deska obětem 2. světové války v kostele svaté Ludmily ve Chvalech v Horních Počernicích